# Annenheim Challenger
L'Annenheim Challenger è stato un torneo professionistico di tennis giocato su campi in erba. Faceva parte dell'ATP Challenger Series. Si è giocato annualmente dal 1994 al 1996 ad Annenheim, località del comune di Treffen am Ossiacher See, in Austria.

## Albo d'oro

### Singolare
| Anno | Campione       | Finalista     | Punteggio |
| ---- | -------------- | ------------- | --------- |
| 1996 | Alex Rădulescu | David Wheaton | 6–4, 6–2  |
| 1995 | Henrik Holm    | Martin Damm   | 6–2, 6–3  |
| 1994 | Diego Nargiso  | Martin Damm   | 6–4, 6–2  |

### Doppio
| Anno | Campioni                      | Finalisti                        | Punteggio     |
| ---- | ----------------------------- | -------------------------------- | ------------- |
| 1996 | Sandon Stolle Michael Tebbutt | Mahesh Bhupathi Leander Paes     | 6–2, 6–4      |
| 1995 | Diego Nargiso Nicolás Pereira | Karsten Braasch Jörn Renzenbrink | 6–7, 6–4, 7–6 |
| 1994 | Jim Grabb Alex O'Brien        | Nicolás Pereira Maurice Ruah     | 7–6, 6–4      |